# Pran
Pran Krishan Sikand (Nueva Delhi, 12 de febrero de 1920-Bombay, 12 de julio de 2013), más conocido como Pran, fue un actor indio, galardonado con múltiples premios Filmfare y BFJA, conocido como un villano de películas y actor en el cine hindi desde 1940 hasta la década de 1990. Actuó como un héroe en el periodo 1940-47 y como un villano desde 1942 hasta 1991 y tuvo papeles secundarios desde 1948 hasta 2007.

## Biografía
Pran nació en Ballimaran, Kotgarh Old Delhi, en una familia rica de Punjabi. Su padre, Kewal Krishan Sikand, era un ingeniero civil y un contratista del gobierno civil; su madre era Rameshwari y la pareja tuvo cuatro hijos y tres hijas.
Pran se casó con Shukla Ahluwalia en 1945 y tuvieron dos hijos, Arvind y Sunil y una hija, Pinky.

## Carrera

### Carrera temprana (1940-1967)
Pran consiguió su primer papel en Dalsukh M. Pancholi 's Punjabi película Yamla Jat (1940) debido a un encuentro casual con el escritor Wali Mohammad Wali en una tienda en Lahore. Dirigida por Moti B. Gidwani, la película contó con Noor Jehan y Durga Khote. A esto le siguieron pequeños papeles en la película Chaudhary y Khajanchi, ambas en 1941. Pancholi lo eligió nuevamente en Khandaan (1942), que fue la primera película en hindi de Pran. Lo presentaba como un héroe romántico, frente a Noor Jehan, que había actuado con él en Yamla Jat.como artista infantil. En Khandaan, ella tenía menos de 15 años y compensaba la diferencia de estatura en los primeros planos al pararse sobre ladrillos. En la era anterior a la independencia, el director Gidwani eligió a Pran en más películas como Kaise Kahoon (1945) y Khamosh Nigahen (1946).
Pran había actuado en 22 películas desde 1942 hasta 1946 en Lahore; 18 fueron puestos en libertad en 1947. Debido a la partición de la India en 1947, su carrera tuvo un breve descanso. Sus películas de 1944 a 1947 se hicieron en la India indivisa, pero Taraash (1951) y Khanabadosh (1952) (ambas coprotagonizada por Manorama) se estrenaron solo en Pakistán después de la Partition. Dejó Lahore y llegó a Bombay. Durante unos meses, buscó oportunidades de actuación mientras realizaba otros trabajos. Trabajó en Delmar Hotel, Marine Drive durante ocho meses, después de lo cual tuvo la oportunidad de actuar en 1948.
Gracias a la ayuda del escritor Saadat Hasan Manto y el actor Shyam , consiguió un papel en la película de Bombay Talkies, Ziddi, protagonizada por Dev Anand y Kamini Kaushal y dirigida por Shaheed Latif. La película lanzó la carrera de Pran en Bombay. Por cierto, resultó ser la gran oportunidad de Dev Anand como héroe. En 1950 se había establecido gradualmente como un villano de primer nivel en el cine hindi. Una semana después de Ziddis' éxito, que había firmado tres películas más de SM - Yusuf Grihasti (1948), que se convirtió en un éxito jubileo de diamante, Prabhat Films' Apradhi (1949) y Putli de Wali Mohammad (1949). Para entonces, Wali Mohammad, responsable del primer papel de Pran, había llegado a Bombay y se había convertido en productor, instalando una oficina en Famous Studios, cerca del hipódromo de Mahalaxmi. En la década de 1940, los dúos románticos con él, como las canciones "Tere Naaz Uthane Ko Jee Chahta Hai" de Grihasti, junto a Shardha, y de Khandaan (1942), con Noor Jehan, se hicieron populares en la década de 1940. La forma en que expresó sus diálogos en películas como Sheesh Mahal (1950), una serie de disfraces que hizo en Adalat (1958), y la relación que compartió con vampiros como Kuldip Kaur enJashan (1955) mostró su versatilidad en la década de 1950.
Como villano, las películas iniciales de éxito de Pran fueron Ziddi y Bari Behan (1949). El soplado de anillos de humo característico de Pran apareció por primera vez en la última película. Se le ofreció regularmente el papel del villano principal o de un personaje negativo en películas con Dilip Kumar, Dev Anand y Raj Kapoor como el héroe principal en las décadas de 1950 y 1960. Desde la década de 1950, directores como MV Raman, Nanabhai Bhatt, Kalidas, Ravindra Dave, IS Johar y Bimal Roy lo eligieron repetidamente. De manera similar, en la década de 1960, participó con frecuencia en las empresas de dirección de A. Bhim Singh, Shakti Samanta, Bhappi Sonie, K. Amarnath, Nasir Hussain y otros. En la década de 1970, directores y productores más nuevos y más jóvenes lo eligieron para sus películas a pesar de que Pran pidió el precio más alto entre los actores secundarios de 1968 a 1982.
La actuación de Pran como personaje negativo fue apreciada especialmente en protagonistas de Dilip Kumar como Azaad (1955), Devdas (1955), Madhumati (1958), Dil Diya Dard Liya (1966), Ram Aur Shyam (1967) y Aadmi (1968); y películas con Dev Anand como protagonista como Ziddi (1948), Munimji (1955), Amar Deep (1958), Jab Pyar Kisi Se Hota Hai (1961); y con Raj Kapoor en Aah (1953), Chori Chori (1956), Jagte Raho (1956), Chhalia (1960), Jis Desh Mein Ganga Behti Hai(1960) y Dil Hi Toh Hai (1963). Las películas con él como héroe principal, Pilpili Saheb (1954) y luego Halaku en 1956, también fueron grandes éxitos. Tuvo papeles en varios géneros, como pirata en Sindbad the Sailor (1952) e Daughter of Sindbad (1958); en thrillers llenos de acción como Azad (1955); históricos como Aan (1952) y Raj Tilak (1958); temas sociales como Baradari (1955); y romances ligeros como Munimji (1955) y Asha (1957). En la década de 1960 y principios de la de 1970, a pesar de tener 40 años, continuó desempeñando papeles fundamentales como un personaje en el rango de edad de 25 a 30 en películas con Shammi Kapoor, Joy Mukherjee, Rajendra Kumar y Dharmendra como los héroes principales. Desde principios de la década de 1950 hasta principios de la de 1970, Pran ganó especial notoriedad debido a sus frecuentes papeles como villano. De 1964, con Pooja Ke Phool y Kashmir Ki Kali, también aportó un lado cómico a sus personajes negativos. Mientras que las carreras de Dilip Kumar y Raj Kapoor como el joven héroe comenzaron a declinar desde finales de la década de 1960 y Rajendra Kumar y Shammi Kapoor dejaron de interpretar el papel principal en 1973, Pran continuó con sus papeles. Su asociación con Dev Anand, que comenzó en 1948, continuó incluso durante las décadas de 1970 y 1980 con Johny Mera Naam (1970), Yeh Gulistan Hamara (1972), Joshila (1973), Warrant (1975) y Des Pardes (1978).
Pran interpretó papeles en películas de comedia protagonizadas por Kishore Kumar y Mehmood Ali a la cabeza. Sus colaboraciones con Mehmood incluyen Sadhu Aur Shaitaan (1968), Lakhon Me Ek (1971) y con Kishore Kumar incluyen Chham Chhama Chham (1952), Aasha (1957), Bewaqoof (1960), Half Ticket (1962) y Man-Mauji (1962).

### Carrera posterior (1967-jubilación)
A finales de la década de 1960, Pran interpretó a Malang Chacha, un héroe de guerra veterano, en la película Upkar (1967) de Manoj Kumar. La canción de Kalyanji Anandji "Kasme Waade Pyaar Wafaa" se representó en él. En esta película, Pran desempeñó un papel más comprensivo. Recibió su primer premio Filmfare por Upkar. Kumar continuó eligiéndolo para papeles fundamentales en películas como Purab Aur Paschim (1970), Be-Imaan (1972), Sanyasi (1975) y Dus Numbri (1976).
A partir de 1967 también actuó en películas bengalíes, comenzando con Sonai Dighe de Ashim Banerjee, donde Joy Mukherjee era el héroe.
Pran interpretó el papel secundario en varios de estos filmes, que reemplazó su imagen de villano por la de actor de carácter. Después de 1969, se le ofreció el papel principal en películas como Nanha Farishta (1969), Jangal Mein Mangal (1972), Dharma (1973), Ek Kunwari Ek Kunwara (1973) y Rahu Ketu (1978).
Pran y Ashok Kumar eran amigos muy cercanos en la vida profesional y real. Actuaron juntos en 27 películas desde 1951 hasta 1987 comenzando con Afsana (1951). Sus otras películas incluyen Mr. X (1957), Adhikar (1971), Victoria No. 203 (1972), Chori Mera Kaam (1975) y Raja Aur Rana (1984). Cantadas por Kishore Kumar, las canciones "Hum Bolega To Bologe Ke Bolta Hai" de Kasauti (1974) y "Micheal Daru Pita Hai" de Majboor (1974), representadas en Pran, fueron muy populares.
De 1969 a 1982, Pran fue uno de los actores mejor pagados de Bollywood. Interpretó el papel principal en la película Aurat, (1967) junto a Padmini, con Rajesh Khanna en un papel secundario. Pran y Khanna trabajaron en cinco películas más: Maryada (1971), Jaanwar (1983), Souten (1983), Bewafai (1985) y Durgaa (1985). En 1973, recomendó a Amitabh Bachchan a Prakash Mehra para el personaje de Vijay en Zanjeer, un papel ofrecido anteriormente a Dev Anand y Dharmendra. El papel de Pran como Sher Khan, con su peluca y barba rojas y el estilo Pathani fue muy apreciado. Pran actuó con Bachchan en unas 14 películas, siendo las más notables Zanjeer, Don (1978), Amar Akbar Anthony (1977), Dostana (1980), Naseeb (1981) y Sharaabi (1984).
Pran ocasionalmente aceptó papeles antagónicos de 1971 a 1992. Apareció como villano en películas como Maryada, Naya Zamana, Jawan Muhabat, Aan Baan, Roop Tera Mastana, Yeh Gulistan Hamara, Gaddar, Rahu Ketu, Andha Kanoon (1983), Duniya ( 1984), Insaaf Kaun Karega, Durgaa, Bewafai, Hoshiyar, Dharm Adhikari y Azaad Desh Ke Ghulam. [24] Pran tuvo papeles duales en Khoon Ka Rishta ,Insaaf y Jangal Mein Mangal.
Produjo la película Lakshmanrekha en 1991, la única que produjo en su carrera en Bollywood, e interpretó a Kishan Lal Sharma en la película.

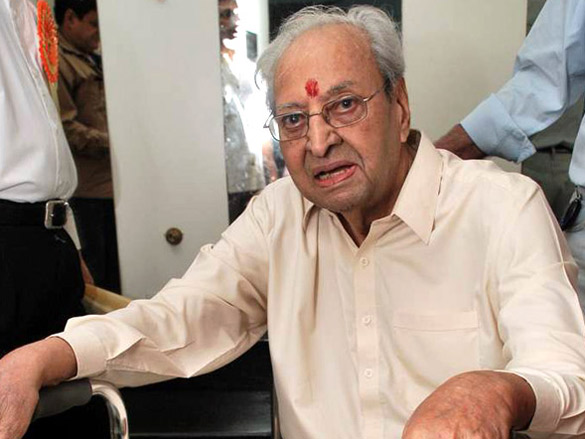
Pran en su 90 cumpleaños en 2010.

En 1998, a la edad de 78 años, Pran sufrió un ataque cardíaco, después del cual comenzó a rechazar ofertas de películas debido a problemas relacionados con la edad. Pero en la década de 1990, Amitabh Bachchan le pidió a Pran que hiciera papeles en sus producciones caseras Tere Mere Sapne (1996) y Mrityudata (1997). Pran hizo una excepción al actuar en ellos para ayudar a Bachchan en un momento difícil en su carrera. En 1997, su personaje en Mrityudaata fue modificado para compensar las piernas temblorosas de Pran en la vida real y en Tere Mere Sapne, sus fotos fueron tomadas con él sentado. Después del 2000, hizo pocas apariciones especiales.

## Legado
Pran tuvo una carrera de seis décadas en el cine hindi y es uno de los actores más famosos de la industria. Se dice que su actuación fue lo suficientemente efectiva como para desistir de que la gente llamara a sus hijos "Pran" debido a sus roles negativos, mientras que la industria había comenzado a llamarlo "Pran Sahab".  Su línea favorita "Barkhurdaar" se hizo inmensamente popular.
En 2000, Bunny Reuben, periodista de cine, escribió una biografía sobre Pran, titulada "... y Pran". El nombre de este libro surge del hecho de que en la mayoría de las películas de Pran, su nombre se acreditó en el último después de todos los demás actores, ".... y Pran". Su biografía, "... y Pran", fue un tributo a unas 250 de sus 350 películas que tenían su nombre al final de los créditos, generalmente con las palabras "... y Pran" y, a veces, "... arriba todos, Pran ". 
En 2012, dio su huella de mano para "Legend's Walk", un paseo marítimo en Bandra.